# Alter Pedroso
Alter Pedroso és una ciutat portuguesa de la parròquia i municipi d'Alter do Chão.
Va ser un poble i seu d'un municipi fins a l'inici del liberalisme. Aquest estava format només per la parròquia de la seu. En extingir-se, es va incorporar al també des de llavors suprimit municipi de Cabeço de Vide. La parròquia també es va extingir a finals del segle XIX i annexada a la d'Alter do Chão.

## Patrimoni
- Castell de Alter Pedroso